# Орден на Република Северна Македония
Орденът на Република Северна Македония (на македонска литературна норма: Орден на Република Северна Македонија) е най-високото държавно отличие на Северна Македония.
Орденът се раздава на изтъкнати личности и организации, заради изключителен принос за суверенността и независимостта на Северна Македония, за принос към развитието и укрепването на сътрудничеството и приятелските отношения с други държави и са дали принос във всички сфери на обществения живот. През 2002 година орденът придобива статут на държавно отличие на Република Македония, като е първи по степен на важност.
Орденът се раздава в два варианта – орден и колие. Орденът представлява многолъчева звезда и е направена от 101 грама 18 каратово злато, с 30 рубина с 2,7 мм диаметър, 54 брилянти с 1,55 мм диаметър и рубин в центъра с 9 мм диаметър. Колието е направено от 188 грама 18 каратово злато, 54 брилянти с 1,55 мм диаметър, 133 рубини с 1,25 мм диаметър, 1 рубин 2,7 мм диаметър и рубин в центъра, с диаметър 9 мм. Автор на дизайна е Сашо Байракторав.

## Отличени
- Методи Андонов-Ченто [3]
- Киро Глигоров[3]
- Борис Трайковски[3]
- Македонска академия на науките и изкуствата[4]
- Македонска православна църква – Охридска архиепископия[5]
- Университет „Св. св. Кирил и Методий“ – Скопие[6]
- Джордж Уокър Буш